# Hermi Friedmann
Hermi Friedmann (10 de octubre de 1905 en Viena, Austria - 10 de septiembre de 1989 en Bogotá, Colombia).Fue la primera fotógrafa en Colombia en tener un estudio profesional en Bogotá llamado Foto Hermi. En este país, retrató la escena artística y documentó parte del paisaje rural y social. En su producción fotográfica confluye la estética del registro etnográfico y la actitud experimental de la nueva objetividad. Su relación con las vanguardias artísticas de la primera modernidad así como los movimientos migratorios, son aspectos que determinaron su identidad como pionera en el campo de la fotografía.

## Biografía
En 1924 Hermi Friedmann inició sus estudios en el Instituto Federal Superior de Enseñanza e Investigación en Artes Gráficas en Viena (Höhere Graphische Bundes-Lehr- und Versuchsanstalt), fundada en 1888, lugar donde obtuvo su grado como maestra en fotografía en 1934. En París, a partir de 1929, se especializó en la reproducción de obras de arte, y entre 1930 y 1933 fue aprendiz del estudio de la fotógrafa Lotte Meitner-Graf. Entre 1934 y 1938 dirigió el Estudio Pokorny en Viena.
Llegó a Barranquilla en 1938 con todos sus equipos profesionales de fotografía desde Viena. Vivió en este puerto caribeño durante un año para posteriormente mudarse a Bogotá, donde ya vivía uno de sus hermanos, Fritz, quien ante los acontecimientos políticos en Europa decidió emigrar a América del Sur en 1936. Su padre fue Otto Gabriel Friedmann, empresario y coleccionista de arte, y su madre, Ida Friedmann. Tuvo tres hermanos: Fritz, Hans, y Robert Friedmann.
En el artículo La fotografía de Hermi Friedmann, publicado en la revista Gaceta (1990), Susana Friedmann señala que Friedmann instaló en el centro de Bogotá Foto Hermi,  su estudio de fotografía profesional, donde realizó retratos para documentos de identidad, sesiones de estudio y también registro de eventos sociales como bodas y bautizos. A raíz de los acontecimientos producidos el 9 de abril de 1948, día en el que es asesinado Jorge Eliécer Gaitán, se originó un violento enfrentamiento civil que provocó múltiples incendios en el centro de la capital, incluido su estudio fotográfico. Durante el Bogotazo, Friedmann perdió un amplio archivo fotográfico. Dicha destrucción supone una pérdida significativa en la construcción de la memoria para el país. A propósito de este evento, Antonio Cruz escribió para Lecturas Dominicales de El Tiempo que originalmente Foto Hermi estaba ubicado en la carrera 7 con calle 12 y, tras el incendio que había iniciado en el local comercial Tía, traslada su estudio a un edificio ubicado en la carrera 7 con calle 17. Funcionará hasta 1970, año en el que Friedmann se retira formalmente de la fotografía profesional.
Un cuerpo de trabajo importante para Hermi Friedmann son las fotografías que realizó a artistas nacionales e internacionales que se presentaban en el Teatro Colón de Bogotá, y otras instituciones locales como la Biblioteca Luis Ángel Arango. Su labor como retratista la realizó de forma gratuita en el Colón, regalando las copias al Teatro y a los artistas visitantes que registraba dentro y fuera de los escenarios. Friedman no tuvo una afiliación institucional al Teatro Colón como fotógrafa oficial aun cuando se estima que el número de retratos realizados a artistas superan los 400, según señala Oscar Gómez Palacio en una entrevista realizada a la fotógrafa para la revista Cromos (1980). Hermi Friedmann también perteneció a La Asociación de Amigos de la Música, agrupación fundada por Bernardo Mendelen 1945 con la intención de buscar financiación y promover la presentación de músicos y orquestas en Bogotá.
El documental Foto Hermi: sellos de luz (2016), realizado por Gerrit Strollbrock y producido por Susana Friedmann, intercala testimonios de quienes la conocieron de forma personal y laboral: familiares, amigos, y el laboratorista de su estudio, Guillermo Rodríguez. Este relato audiovisual de 66 minutos reflexiona sobre los devenires y legados de su archivo, el cual alberga una importante historia de la fotografía moderna en Bogotá. Actualmente su archivo es conservado principalmente por sus herederos, y por algunas instituciones europeas. La obra de Hermi Friedman ha sido exhibida en exposiciones y piezas editoriales individuales y colectivas, tanto nacional como internacionalmente.

## Premios, publicaciones y exposiciones
- 1939. Junto con trabajos de Otto Friedmann, sus fotografías son exhibidas en la Biblioteca Nacional de Colombia.[10]
- 1948 y 1967. En ambos años, gana el primer lugar en un concurso fotográfico dedicado a la región de Boyacá, Colombia.
- 1946. Se publica un libro sobre sus fotografía de ballet titulado Imagines de Ballet.
- 1947. En Buenos Aires son publicadas sus fotografías en el libro El Original Ballet Ruso en América Latina, de Victoria García.
- 1966. Sus fotografías son expuestas en la sede del Goethe Institut de Medellín, Colombia.
- 1980. En la Galería Colseguros es realizada una retrospectiva de su obra fotográfica.
- 1988. Forma parte de la muestra colectiva Historia de la fotografía en Colombia 1840-1950 en el Museo de Arte Moderno de Bogotá (MAMBO), participando con cuarenta fotografías.
- 1995. Una foto suya es la cubierta del libro Qué lejos está Viena. Latinoamérica como lugar de exilio de escritores y artistas austríacos (Wie weit ist Wien: Lateinamerika als Exil für österreichische Schriftsteller und Künstler), cuyas compiladoras son Alisa Douer y Ursula Seeber. La traducción al castellano estuvo a cargo de Olga León Touzard y la editorial es Picus Verlag Wien.
- 1998. Forma parte de la muestra colectiva Ultramar: fuga y emigración de fotógrafos austriacos austríacos 1920-1940 (Übersee - Flucht und Emigration österreichischer Fotografen 1920-1940), conformada por 53 fotógrafos y 250 fotos en total. La investigación y concepto estuvo a cargo de Anna Auer y la curaduría de Johannes Faber. La exposición estuvo abierta al público del 16 de enero al 15 de marzo de 1998.
- 2015. Vienna's Shooting Girls, es la muestra colectiva donde fue expuesta su obra, en el Museo Judío de Viena. Las curadoras fueron Iris Meder y Andrea Winklbauer. La exposición estuvo abierta al público del 23 de octubre de 2012 al 3 de marzo de 2013.
- 2016. A partir del 15 de diciembre de 2016, en el Claustro San Agustín-Universidad Nacional de Colombia, se llevó a cabo la retrospectiva Ver vivir el tiempo. Archivos fotográficos inéditos de Hermi Friedmann (1905-1989), cuyo curador fue Alejandro Burgos.